# Blu Tack

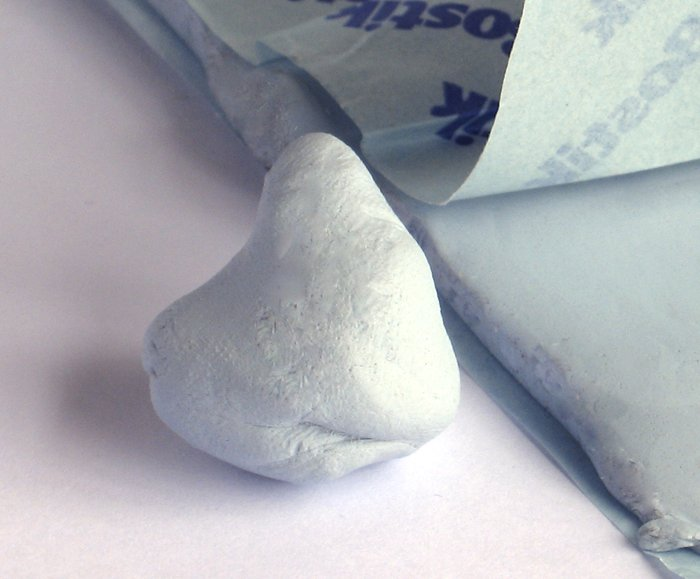
Blu Tack.

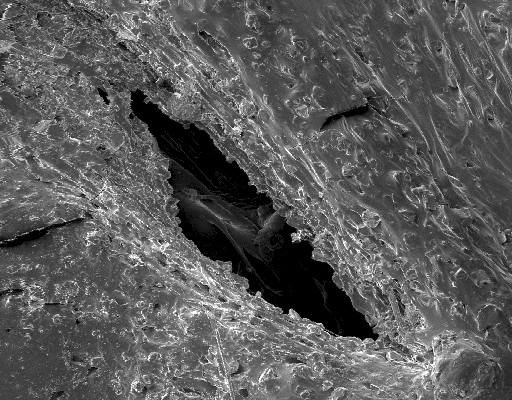
Blu Tack em um microscópio eletrônico de varredura.

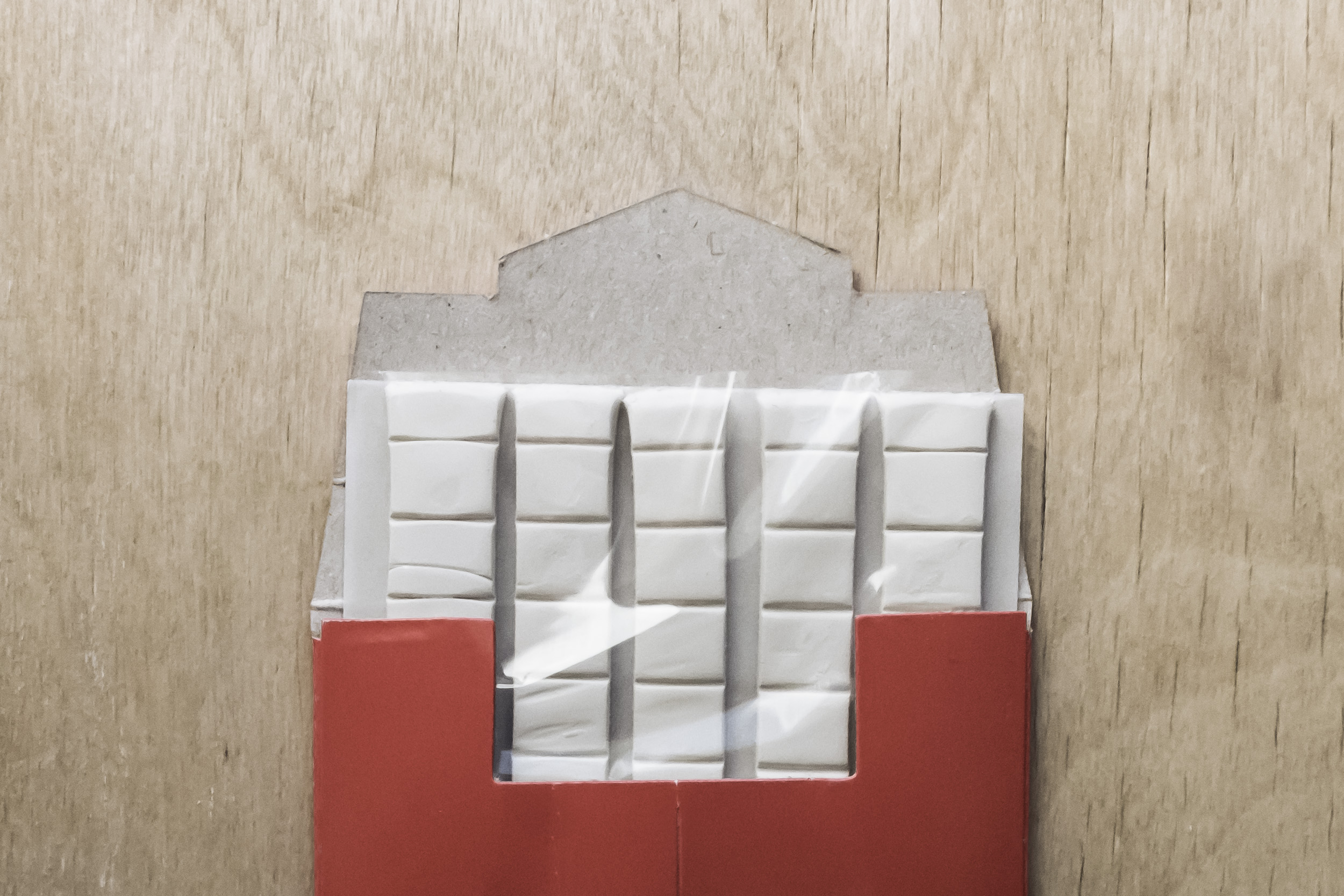
Blu Tack pronto para uso

O Blu Tack é um adesivo reutilizável sensível à pressão, semelhante a uma massa de vidraceiro, produzido pela empresa Bostik [en], normalmente usado para fixar objetos leves (como pôsteres ou folhas de papel) em paredes, portas ou outras superfícies secas. Tradicionalmente azul, ele também está disponível em outras cores. Versões genéricas do produto também estão disponíveis em outros fabricantes. A grafia usada atualmente é sem hífen.
A composição é descrita como um composto de borracha sintética sem propriedades perigosas em condições normais. Não causa danos se ingerido por acidente, mas em caso de desconforto, o indivíduo deve buscar ajuda médica especializada. Além disso, não é carcinogênico. Não é solúvel e é mais denso que a água. O material não é inflamável, mas emite dióxido de carbono e monóxido de carbono quando exposto ao fogo ou a altas temperaturas.
Em 2015, a Bostik estava fabricando cerca de 100 toneladas de Blu Tack semanalmente em sua fábrica em Leicester.

## História
Embora o inventor do produto da Bostik seja desconhecido, um precursor desse produto foi criado por volta de 1970 como um subproduto acidental de uma tentativa de desenvolver um selante à base de pó de giz, borracha e óleo. O Blu Tack era originalmente branco, mas, devido ao receio de que as crianças pudessem confundi-lo com goma de mascar, foi adicionado um corante azul.
No Reino Unido, em março de 2008, 20.000 pacotes numerados de Blu Tack rosa foram disponibilizados para ajudar a arrecadar dinheiro para a Campanha Contra o Câncer de Mama, sendo que 10 pence de cada pacote foram destinados a instituições de caridade. A formulação foi ligeiramente alterada para manter a consistência total com sua contraparte azul. Desde então, foram feitas muitas variações coloridas, incluindo vermelho e branco, amarelo e um pacote verde para o Dia das Bruxas.

## Produtos similares
Produtos similares de várias cores são produzidos por muitos fabricantes, inclusive o "Tack-it" da Faber-Castell, o "Fun-Tak" da Henkel, o "Poster Putty" e o "Sticky Tack" da UHU [en], o "Dough Tack" e o "Gummy Sticker" da UFO, o "Sticky Stuff" da Pritt, o "Prestik [en]" da Bostik [en], e o "Poster Tack" da Elmer's Products [en]. O Plasti-Tak da Brooks Manufacturing Company parece ser anterior ao Blu Tack, com um registro de marca em 1964.
As versões do produto também são vendidas com os nomes genéricos "massa adesiva" e "massa de montagem". A marca genérica ou o nome comum da massa adesiva varia de acordo com a região. Ela é conhecida como patafix na França, Itália, Portugal, Áustria e Turquia, kennaratyggjó na Islândia e lærertyggis na Noruega (ambos significando "goma de mascar do professor"), häftmassa ("pasta de fixação") ou kludd na Suécia e wondergom na África do Sul (uma palavra em africâner, traduzida literalmente como "cola maravilhosa").

## Usos alternativos
Como todas as massas adesivas para pôsteres, o Blu Tack é uma alternativa à tradicional borracha limpa tipos.
O Blu Tack era frequentemente usado com o microcomputador Sinclair ZX81 para ajudar a reduzir os travamentos causados por módulos de RAM externos instáveis. Esse era um problema tão comum que o departamento de suporte técnico da Sinclair Research recomendou oficialmente o uso do Blu Tack para resolver esse problema.
Em 2007, a artista Elizabeth Thompson criou uma escultura de 200 kg de uma aranha doméstica usando Blu Tack em uma estrutura de arame. Ela foi exibida no Zoológico de Londres.
O Blu Tack pode ser usado como um agente de damping para aplicações de som e vibração, devido às suas propriedades de resposta de baixa amplitude. Um estudo de 2013 concluiu que a substância é uma alternativa confortável aos protetores auriculares de venda livre para a atenuação do som cotidiano.
A Comissão de Terremotos do Governo da Nova Zelândia recomenda que produtos como o Blu Tack sejam usados para evitar que ornamentos e pequenos itens domésticos caiam ou se movam em caso de terremoto.
O Blu Tack às vezes é usado por entusiastas da eletrônica para manter componentes eletrônicos em posição para serem soldados em placas de PC.